# Елена Стасова
Елена Дмитриевна Стасова (рус. Еле́на Дми́триевна Ста́сова; 1873 — 1966), руска и совјетска револуционарка, једна од вођа међународног комунистичког и женског покрета. Херој социјалистичког рада.

## Биографија
Рођена је 3. октобра/15. октобра 1873. године у Санкт Петербургу. Њен отац Дмитриј Стасов је био познати адвокат и учествовао је у великим судским процесима свога времена. Заједно са својим братом Владимиром био је један од организатора и први директор руског музичког друштва. Њихов отац, а Еленин деда био је познати руско архитекта Василије Стасов.
До своје тринаесте године школовала се код куће са приватним наставником, а онда се уписала у пети разред класичне гимназије. Школу је завршила 1890. године, са одличним успехом. Убрзо потом, 1893. године се упознала са Надеждом Крупскајом, касније познатом руском револуционарком и супругом Владимира Лењина. Преко ње се упознала са идејама социјализма и револуционарним редничким покретом. Године 1898. се прикључила и постала активан члан „Савеза радничке класе за борбу за ослобођење“ из које је исте године наслата Руска социјал-демократска радничка партија (РСДПР). Политички је деловала у Санкт Петербургу, Орелу, Москви, Минску и др, а била је и секретар партијског комитета у Ст. Петербургу и члан Северног бироа ЦК РСДПР.
Када је 1903. године у РСДПР избио сукоб између „бољшевика“ и „мењшевика“, Елена је стала на старну бољшевика, које је предводио Лењин. Тада је постала професионална револуционарка и једна од Лењинових сарадница. Године 1905. је емигрирала у Швајцарску, где се налазила и у време Руске револуције из 1905. године. У Русију се вратила почетком 1906. године и отишла у Тбилиси, где је радила на организовању и омасовљивању бољшевичке партије. Јануара 1912. године је била изабрана за алтернативног члана Централног комитета РСДРП (бољшевика). Године 1913. је била ухапшена и прогнана у Сибир, где је остала све до 1916. године. 
Након Фебруарске револуције 1917. године, именована је за секретар Централног комитета РСДРП(б) и на овој функцији се налазила све до марта 1920. године. На Шестом конгресу РСДРП(б), 1917. године је изабрана за пуноправног члана Централног комитета. За члана ЦК била је бирана и на Седмом, 1918. и Осмом конгресу, 1919. године. На Деветом конгресу, 1920. године, није поново изабрана у чланство Централног комитета и повукла се из партијског руководства. 
Од 1920. године је најпре радила у партијском комитету у Петерсбургу, а 1921. је била упућена на партијски рад у Немачку, где једала у Комунистичкој партији Немачке и као представник Коминтерне. Такође, током боравка у Немачкој, активно је радила на организовању немачког огранка хуманитарне организације Међународне организације помоћи револцуинарима (МОПР). Почетком 1926. се вратила у Совјетски Савез и 1927. је била именована за заменика председика Централног комитета Међународне организације помоћи револцуинарима (познате и под називом Црвена помоћ) и за председника Централног комитета МОПР Совјетског Савеза. На овим функцијама задржала се до 1937. године, а 1933. је била оснивач Интернационалног дечијег дома у Иванову. 
Члан Централне контролне комисије СКП(б) била је од 1930. до 1934. године. На Седмом конгресу Коминтерне, 1935. године била је изабрана у чланство Међународне комисије за контролу. На овој позицији остала је до распуштања Коминтерне 1943. године. 
За разлику од многих других „старих бољшевика“, који су нестали у стаљиновим чисткама, у периоду од 1936. до 1939. године, она није била хапшена, али је 1938. године била премешетена на нови положај у редакцији часописа „Међународна књижевност“. На овој позицији је остала до 1946. године, када је отишла у пензију. 
До своје смрти 31. децембра 1966. године живела је у Москви. Као заслужна совјетска и међународна револуционарка, њена урна је сакарањена у Кремаљској некрополи. 
За свој револуционарни и државно-партијски рад била је одликована са четири Ордена Лењина - марта 1933, октобра 1953, марта 1960. (трећи орден је добила аутоматски са добијањем звања хероја социјалистичког рада) и октобра 1963. године. Указом Президијума Врховног совјета Совјетског Савеза 7. марта 1960. године додељен јој је почасни назив хероја социјалистичког рада. 